# 殺人海嘯
《殺人海嘯》（英語：Killer Wave）是一部2007年電影，Muse Entertainment Enterprises出品，天空傳媒發行，布魯斯·麥當勞（Bruce McDonald）執導。2008年11月6日於台灣發行DVD。

## 簡介
美國東海岸遭受前所未見的大海嘯侵襲，頓時沿岸城市毀於一旦，這引起了五角大廈的高度重視，經過科學家們的研究分析，發現這股可怕的力量並不是來源於大自然，而是恐怖份子在海洋裡引爆核彈製造出殺人海嘯，殺傷力更甚任何軍隊，然而這只是第一波的測試攻擊，幕後主使者能被即時揪出，科學家能阻止更大的殺人海嘯來襲嗎？

## 演員
- 安古斯·麦克菲登（Angus Macfadyen）
- 史蒂芬·麥哈提（Stephen McHattie）
- 湯姆·史基瑞（Tom Skerritt）
- 佛拉斯塔·芙拉那（Vlasta Vrana）
- 克里斯多夫·黑葉達（Christopher Heyerdahl）
- 賴瑞·戴依（Larry Day）